# Plaque de cuisson

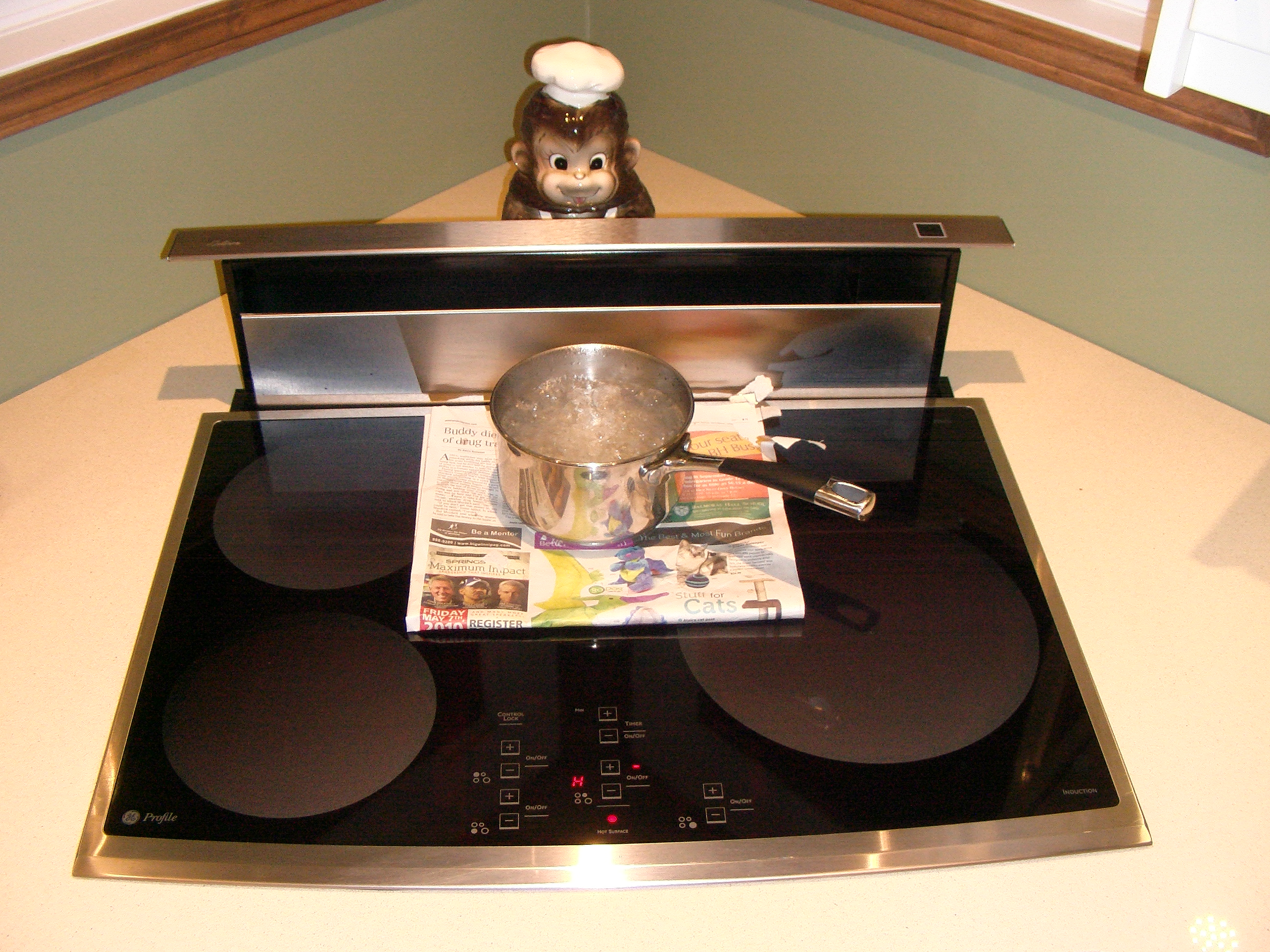
Plaque à induction.

Une plaque de cuisson, également appelée table de cuisson, est un élément d'une cuisine qui permet de cuire ou de réchauffer les préparations culinaires.
Elle peut être électrique, à induction, vitrocéramique, au gaz ou même mixte,.
Elle dispose de plusieurs foyers, en fonction de la taille de l'appareil, et se contrôle par écran tactile, commandes sensitives ou via des manettes.
Généralement encastrable dans un meuble, elle mesure de 60 cm à plus de 90 cm.